# 阿尔蓬特
阿尔蓬特，是西班牙巴伦西亚自治区巴伦西亚省的一个市镇。总面积138平方公里，总人口911人（2001年），人口密度7人/平方公里。